# Checa (Guadalajara)
Checa bezeichnet einen Ort und eine Gemeinde (municipio) mit 271 Einwohnern (Stand: 2024) im Nordosten der Provinz Guadalajara in der Autonomen Gemeinschaft Kastilien-La Mancha in Zentralspanien. 

## Lage
Checa liegt im Iberischen Gebirge im Osten der Provinz Guadalajara in einer Höhe von 1370 m. Die Entfernung zur westlich gelegenen Provinzhauptstadt Guadalajara beträgt ca. 115 Kilometer (Fahrtstrecke). Der Tajo begrenzt die Gemeinde im Süden. 

## Bevölkerungsentwicklung
| Jahr      | 1960 | 1970 | 1981 | 1991 | 2001 | 2011 | 2021 |
| Einwohner | 927  | 688  | 375  | 460  | 410  | 340  | 286  |

## Sehenswürdigkeiten
- Burganlage von Griegos
- Johannes-der-Täufer-Kirche

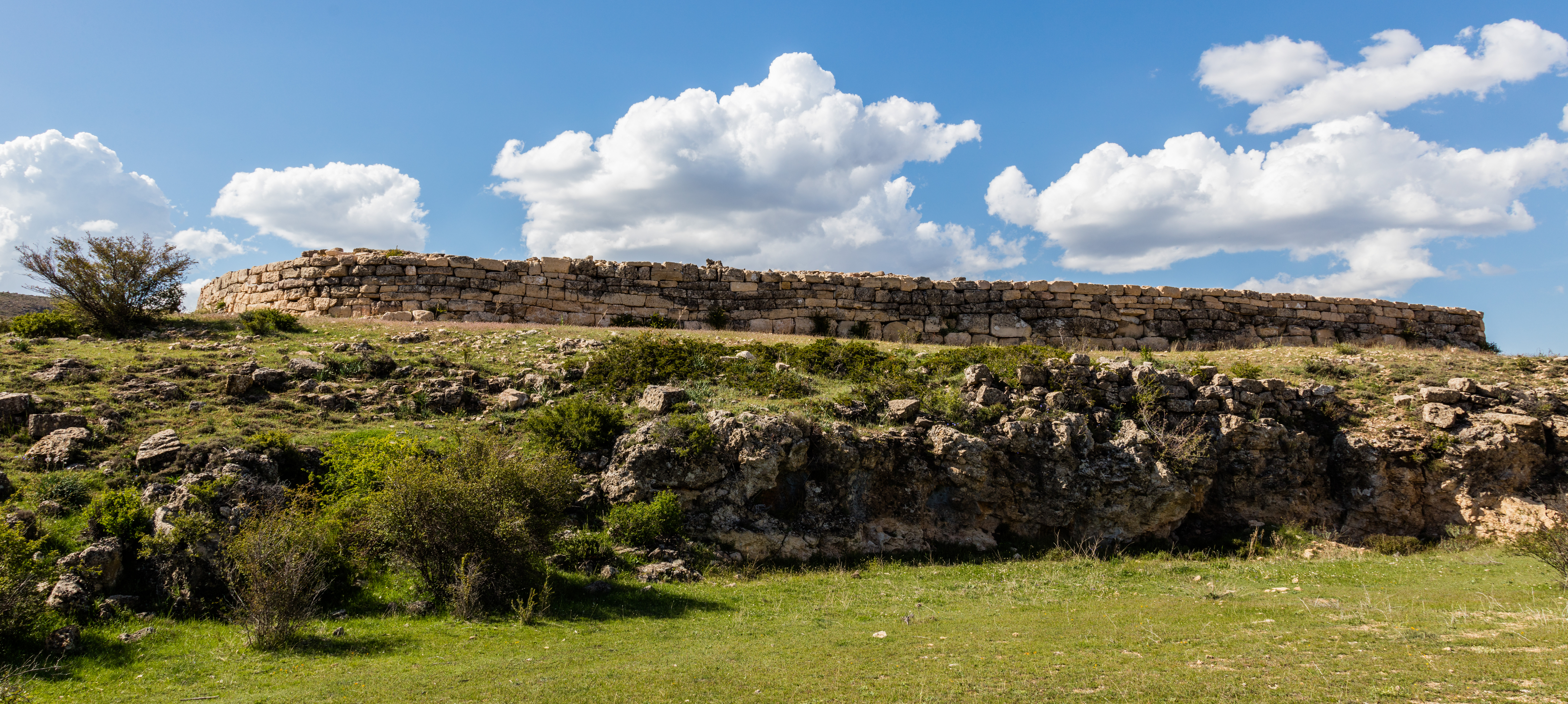
Burganlage